# 3e cérémonie des Nevada Film Critics Society Awards
La 3e cérémonie des Nevada Film Critics Society Awards (NFCS Awards), décernés par la Nevada Film Critics Society, a eu lieu le 19 décembre 2013, et a récompensé les films réalisés dans l'année,.

## Palmarès
- Meilleur film :
  - Twelve Years a Slave

- Meilleur réalisateur :
  - Alfonso Cuarón pour Gravity

- Meilleur acteur :
  - Matthew McConaughey pour le rôle de Ron Woodroof dans Dallas Buyers Club

- Meilleure actrice :
  - Meryl Streep pour le rôle de Violet Weston dans Un été à Osage County (August: Osage County)

- Meilleur acteur dans un second rôle :
  - Jared Leto pour le rôle de Rayon dans Dallas Buyers Club

- Meilleure actrice dans un second rôle :
  - Jennifer Lawrence pour le rôle de Rosalyn Rosenfeld dans American Bluff (American Hustle)

- Meilleure distribution :
  - Un été à Osage County (August: Osage County)

- Meilleurs décors :
  - Le Hobbit : La Désolation de Smaug (The Hobbit: The Desolation of Smaug)

- Meilleure photographie :
  - Gravity – Emmanuel Lubezki

- Meilleurs effets visuels :
  - Gravity

- Meilleur film d'animation :
  - La Reine des neiges (Frozen)

- Meilleur espoir :
  - Sophie Nélisse – La Voleuse de livres (The Book Thief)